# Corythosaurus
Corythosaurus bio je rod hadrosaurida iz razdoblja gornje krede, prije 77 do 76,5 milijuna godina. Nastanjivao je današnju Sjevernu Ameriku. Njegov naziv znači "gušter s kacigom", od grčkog κορυθως/korythos - "kaciga" i σαυρος/sauros - "gušter"; nazvan je dakle prema obliku krijeste na glavi, koja je podsjećala na kacige korintskih vojnika.

## Otkriće i vrste
Barnum Brown otkrio je prvog primjerka 1912. godine kod rijeke Red Deer (Alberta, Kanada). Osim što su pronađene gotovo sve njegove kosti, taj primjerak bio je poseban i po tome što je očuvano dosta njegove kože. Kanadski brod Mount Temple je 1916. godine prenosio dva primjerka iz današnjeg Dinosaur Provincial Parka (Alberta, Kanada) u Britaniju. Potopio ga je njemački brod SMS Möwe, poslavši njegov teret star 75 milijuna godina na dno Sjevernog Atlantika, gdje se i danas nalazi.
U početku je opisano sedam vrsta, uključujući i C. casaurius, C. bicristatus, C. brevicristatus, C. excavatus, C. frontalis i C. intermedius. Peter Dodson je 1975. godine istražio razlike kod lubanja i krijesti raznih vrsta lambeosaurina. Otkrio je da su njihova veličina i oblik bili povezani sa spolom i starosti životinje. Danas je priznata samo jedna vrsta, C. casuarius.

## Klasifikacija
Corythosaurus se klasificira kao hadrosaurid i pripadnik potporodice Lambeosaurinae. U srodstvu je s ostalim hadrosaurima kao što su Hypacrosaurus, Lambeosaurus i Olorotitan, i sa svima (osim s rodom Olorotitan) dijeli izgled lubanje i krijeste. Nedavna istraživanja zaključila su, međutim, da su Olorotitan i Corythosaurus po srodstvu najbliži, iako za razliku od drugih lambeosaura nemaju mnogo zajedničkih osobina lubanje.

## Paleobiologija
Corythosaurus je težio 4 tone i dosezao dužinu od oko 10 metara, od njuške do repa. Kao i drugi hadrosauridi, imao je bezubi kljun, a u zadnjem dijelu čeljusti nalazila se skupina od stotine malenih zuba koji su se međusobno preklapali. Koristio ih je da zdrobi i samelje biljni materijal i oni su se konstantno nadomještali.
Pronađeno je preko 20 lubanja ovog dinosaura. Kao i ostali lambeosauri, imao je visoku koštanu krijestu na glavi, u kojoj su se nalazili izduženi nosni kanali. Nosni kanali širili su se u krijestu, prvo u odvojene džepove sa strane, zatim u jednu komoru i u dišni sustav.
Bilo kakvo njegovo glasanje prolazilo bi kroz te komore i vjerojatno postjalo glasnije. Znanstvenici smatraju da je Corythosaurus možda mogao stvarati glasne, niskofrekventne krikove "kao vjetar ili limeni instrument." Ti zvukovi možda su služili i za upozoravanje drugih Corythosaurusa da je grabežljivac u blizini, ili za signaliziranje da je pronađena velika količina hrane na nekom području.
Nekada se smatralo da je taj dinosaur pretežno živio u vodi, na temelju njegovih prstiju povezanih kožom. Kasnije je otkriveno da je ta koža zapravo umanjivala sposobnost kretanja u vodi, kao i kod mnogih današnjih sisavaca.
Njegovi fosili pronađeni su u gornjoj formaciji Oldman i donjoj formaciji Dinosaur Park u Kanadi.
Usporedba između koštanih prstenova u očima Corythosaurusa i današnjih ptica pokazala je da su oni bili aktivni tijekom dana u kratkim intervalima.

## Paleobiogeografija
Thomas M. Lehman primijetio je da Corythosaurus nije otkriven izvan područja južne Alberte, iako on spada u najčešće dinosaure svog doba koji su živjeli na tom prostoru. Veliki biljojedi, koji su živjeli u Sjevernoj Americi tijekom kasne krede, imali su "zapanjujuće malenu geografsku rasprostranjenost", iako su bili veliki i vrlo mobilni. Ta ograničena rasprostranjenost u jakom je kontrastu sa stanjem kod današnjih sisavaca, a naročito kod velikih biljojeda čiji se region "obično ... prostire preko cijelog jednog kontinenta."